# Сава Тодоровић
Сава Тодоровић (Београд, 8. децембар 1862 — Београд, 12. мај 1935) био је српски глумац.

## Биографија и каријера
Рођен је у трговачкој породици у Београду, а од малена је волео глуму што му је отежавало завршетак школовања. Његов отац Никола Тодоровић покушавао је да одврати сине од „комедијаштва”, како је тада називана глума. Док је Сава био у гимназији, његов отац је покушао да га запосли као практиканта, што му је успело. Иако је са лакоћом обављао посао писара, слободно време је проводио у позоришту, те је ширио позоришне дугодовштине чиновницима по канцеларији.
„Све о театру, па о театру. Прича како је у позоришту, како се унутра живи, како је друштво весело. Онда почне говорити као они у театру. Овако вели Тоша, па овако вели Цветић, па овако вели Рајковић, па овакав је Мачвански(Бачвански)... Он развезе говор, а они сви други практиканти пусте пера, па зину у њега” - из дневника Тасе Миленковића, тадашњег шефа Саве Тодоровића, за Нову искру, 1904.
Канцеларијски посао почео је да досађује Тодоровићу, па одлази од куће са позоришном трупом, а његов отац није могао да се помири са тим да му је син глумац. Путујући позоришни живот заменио је 1887. године тако што је примљен у Народно позориште у Београду, где је дуго пре прве значајне улоге износио послужавнике на сцену. Након што је сазрео, добио је улогу у филму Живот и дела бесмртног вожда Карађорђа из 1911. године.
Српска новинарка и књижевника Мир-Јам у Изданцима Шумадије описала је Тодоровића као „веома озбиљног, али и неког ко воли да помогне млађима од себе”. У листу Нова искра из 1905. године, на тачно две и по деценије од почетка Тодоровићеве каријере, новине наводе да је Сава самосталан човек, који се сам изборио за своје парче славе. Знао је да карактер лика исцрта онако како је то замислио писац, али и да га обоји неким природним спонтаним хумором. На јубилеј, две и по деценије глумачког рада Тодоровића изведена је позоришна представа Цезаров тестамент, где је он глумио Исидора. Иако је ово мала улога, а текст просечан, он је успео да дуго ову, а и многе друге представе одржи на репертоару.
Од краља Петра I Карађорђевића добио је Орден Светог Саве IV степена. Публика га је те вечери на рукама однела до кафане у којој је приређен банкет.
Гледајући Савине глумачке успехе, његов први шеф Таса је у дневнику написао: „Пре неко вече гледао сам шаљиви комад „Заједнички живот“. У њему је главну улогу имао Сава Тодоровић, мој негдашњи преписивач. Гледајући га онако умешна, способна окретна на позорници - сетио сам се његовог покојног оца Николе Тодоровића. Камо среће да је данас жив, да види сада свога Саву, па да му се и сам слатко насмеје и да се подичи што му син оде у глуме.”
Тодоровић је остао упамћен као глумац у првом објављеном српском дугометражном филму Живот и дела бесмртног вожда Карађорђа, где је имао улоге неколико турских великодостојника, укључујући лик Мехмед-аге Фочића.
Прославио је педесет година рада и схватио да се глуме професионализује, па је посаветовао младе уметнике : „Само они уметници који су преживели тешке напорне борбе у младости, борбе које су остале као неизбрисив печат, могу да и доцније, кад се среде, одрже овај зависни и лепи ниво свога укуса, вредности и моћи израза” - лист Правда, 1934. године.
Његова ћерка Зора Златковић била је такође глумица.